# Pseudoscleropodium
Pseudoscleropodium là một chi rêu trong họ Brachytheciaceae.